# Rødslet
Rødslet var en bebyggelse i Vadum Sogn i Aalborg Kommune, bestående af en større gård, samt nogle bol og huse. Den tilhørte i middelalderen bispestolen på Børglum Kloster. Den blev vistnok brændt 1534 af Skipper Clements folk.:406
Ved reformationen 1536 kom Rødslet med bispestolens øvrige gods under kronen, der 1540 afstod et af bolene til rigsråd Peder Ebbesen Galt (-1548) til Birkelse Hovedgård m.v., og 1579 resten af landsbyen Rødslet til sønnen Anders Pedersen Galt (-1585) til Birkelse Hovedgård. Denne solgte muligvis 1582 sit gods til Godslev Budde, der nedlagde landsbyen, lod opdyrke skov og hede og anlagde herregården Rødslet. Efter hans død 1622 overtoges Rødslet af datteren Dorthe Godslevsdatter Budde (-tidligst 1638), gift med Iver Friis (-1623) af Haraldskær til Oksholm.
Omkring 1900 havde gården hovedgården "20 Td. Hrtk., omtr. 430 Td. Ld., hvoraf 50 Eng, 20 Mose, 10 Have, Resten Ager".:405 Hovedbygningen havde tre fløje, den midterste grundmuret og sidefløjene i egebindingsværk. Både hovedbygning og ladegård var omgivet brede vandgrave.:406
I 1940 blev gården revet ned på foranledning af den tyske besættelsesmagt, for at give plads til udvidelse af lufthavnen. Markerne lægger nu jord til Aalborg Lufthavn. I Vadum by findes vejen Rødslet.

## Ejere af Rødslet
- (1400-1536) Børglum Kloster
- (1536-1540) Kronen
- (1540-1548) Peder Ebbesen Galt til Birkelse
- (1548-1579) Ingeborg Drefeldt gift Galt
- (1579-1582) Anders Pedersen Galt til Birkelse
- (1582-1622) Godslev Budde
- (1622-1634) Dorthe Godslevsdatter Budde gift Friis
- (1634-1648) Helvig Marsvin gift med Gude Galde
- (1648-1649) Karen Gudesdatter Galde
- (1649-1655) Frants Lykke
- (1655) Christence Frandsdatter Lykke gift (1) Brockenhuus (2) von Arenstorff
- (1655-1660) Frands Brockenhuus
- (1660-1661) Christence Frandsdatter Lykke gift (1) Brockenhuus (2) von Arenstorff
- (1661-1667) Frederik von Arenstorff
- (1667-1689) Thøger Lassen - Petersen har overtagelsen til 1665[2]:97
- (1689-1692) Laurids Tøgersen Lassen / Peder Tøgersen de Lasson
- (1692-1737) Peder Tøgersen de Lasson - traf i 1732 aftale med Johan Gottfried Hödrich fra Viborg om opførelse af en ny midterfløj i hovedbygningen[2]:77
- (1737-1739) Enke Fru Anne de Lasson
- (1739-1756) Mathias Pedersen de Lasson
- (1756-1799) Jens Jakobsen Gleerup
- (1799-1803) Kirstine Lykke gift Gleerup og Ide Kirstine Gleerup
- (1803-1805) Ida Kirstine Jensdatter Gleerup
- (1805-1812) Severin Gleerup til Vang og Birkumgård - i 1806 fandtes malerstue, smedje, snedkerstue og vejrmølle på Rødslet[2]:85, 92
- (1812-1819) Jens Gleerup
- (1819-1820) Jens Gleerups dødsbo
- (1820-1831) Jens Carl baron Krag-Juel-Vind-Arenfeldt
- (1831-1853) J. Rahbek / Martin Larsen
- (1853-1875) Mathilde Christiane Larsen og Werner v. Undall
- (1875-1898) Aalborg Diskontobank
- (1898-1904) C. Thorup Petersen
- (1904-1912) Niels Jensen Lemmergård
- (1912-1915) Margrethe Lemmergård f. Larsen
- (1915-1918) Valdemar Hjorth
- (1918) Jesper Jørgen Jespersen
- 1919 C. Jensen og S. Lyngberg
- 1919 Konsortium
- (1919-1921) C. Jensen
- (1921-1922) C. Jensens dødsbo
- (1922-1932) Carl Nielsen
- (1932-1940) Christen Jacob Petersen
- 1940 Tyske værnemagt – gården nedrevet og hele arealet udlagt til lufthavn[2]:77, malerierne blev reddet til Aalborg Historiske Museum[2]:86-90

Hovedparten af ejerne op til C. Therup fremgår af Trap, 3. udgave.:405-406